# Rockville (Carolina del Sur)
Rockville es un pueblo ubicado en el condado de Charleston, Carolina del Sur, Estados Unidos. Tiene una población estimada, a mediados de 2021, de 136 habitantes.

## Geografía
Está situado en Wadmalaw Island, en las coordenadas 32°36′10″N 80°11′29″O / 32.60278, -80.19139 (32.602843, -80.191385). Según la Oficina del Censo, tiene un área total de 1.33 km², de la cual 1.10 km² son tierra y 0.23 km² son agua.

### Localidades adyacentes
El siguiente diagrama muestra a las localidades en un radio de 20 kilómetros (12,4 mi) de Rockville.

## Demografía
Según el censo de 2020, en ese momento tenía una población de 141 habitantes.
| Raza                   | Núm. | Porc.  |
| ---------------------- | ---- | ------ |
| Blancos                | 125  | 85.65% |
| Afroamericanos         | 11   | 7.80%  |
| De una mezcla de razas | 5    | 3.55%  |
| Total                  | 141  | 100%   |

Del total de la población, el 2.13% eran hispanos o latinos de cualquier raza.
En el 2000, los ingresos promedio de los hogares eran de $58,977 y los ingresos promedio de las familias eran de $69,821. Los ingresos per cápita eran de $36,620. Los hombres tenían ingresos per cápita por $45,208 contra $33,750 para las mujeres. Alrededor del 3.10% de la población estaba bajo el umbral de pobreza nacional. 
Según la estimación 2016-2020 de la Oficina del Censo, los ingresos promedio de los hogares son de $106,875 y los ingresos promedio de las familias son de $150,000. Alrededor del 0.8% de la población está bajo el umbral de pobreza nacional.